# Iglesia de San Juan el Bautista (Jerusalén)
La  Iglesia de San Juan el Bautista  es una iglesia ortodoxa griega que data del siglo V, que se encuentra Muristán en el Barrio Cristiano de la Ciudad Vieja de Jerusalén. Construida alrededor de 450 por la emperatriz Eudocia sobre la supuesta ubicación de la casa de Zacarías, se le considera la iglesia más antigua de Jerusalén. El piso superior fue destruido por los persas durante el sitio de Jerusalén en el año 614, pero fue reconstruida más tarde por San Juan el Limosnero. En el siglo XI, la cripta fue completada y abandonada cuando los mercaderes italianos de Amalfi construyeron sobre los cimientos una nueva iglesia, después de obtener la autorización del califa de Egipto.